# Eulalia Lledó
Eulàlia Lledó i Cunill (Barcelona, 1952) es doctora en filología románica por la Universidad de Barcelona especialista en investigación sobre sexismo y lengua. Es autora de la primera guía en España sobre el tratamiento de la violencia de género y medios de comunicación editada en 1999 por el Instituto Andaluz de la Mujer y Radio Televisión de Andalucía. Ha recibido varios premios por su trabajo, entre ellos el Premio Creu de Sant Jordi (2008). Del 2012 al 2023 òublicó en el diario digital Huffington Post.

## Biografía
Ha sido durante años profesora de enseñanza secundaria en Barcelona y colabora con diversas universidades y redes de estudios de género, entre ellas la Red Genet del Consejo Superior de Investigaciones Científicas (CSIC).  Es especialista en investigar los sesgos sexistas y androcéntricos de la literatura y de la lengua.
Ha elaborado numerosas guías y manuales sobre el tema, entre ellos Cómo tratar bien a los malos tratos. Manual de Estilo para los Medios de Comunicación en 1999 que fue la primera guía escrita en España con recomendaciones para el tratamiento de los medios de comunicación y violencia de género. También ha escrito libros sobre coeducación, artículos y reseñas literarias, especialmente sobre escrituras femeninas.
Forma parte del grupo Nombra, Comisión Asesora del Instituto de la Mujer del Gobierno de España, desde su fundación en 1994.
Ha colaborado en la revisión del Diccionario General de la Lengua Catalana del Instituto de Estudios Catalanes y en la revisión del Diccionario de la lengua española de la Real Academia Española.
En el año 2008 fue galardona con el Premio Creu de Sant Jordi por "su interés en evitar los usos sexistas y androcéntricos de la lengua".
En 2016 fue distinguida con el Premio de Comunicación No Sexista por su "calidad en la investigación y formación en el lenguaje y comunicación con perspectiva de género" otorgado por la Asociación de Mujeres Periodistas de Cataluña (ADPC). El 2018 recibió el XIV Premio Insomnia contra la violencia de género otorgado por la Fundacióo Insomnia.
En marzo de 2018 participó en el Encuentro Responsable "La fórmula de la igualdad" en la Corporación RTVE con una intervención sobre los sesgos insconscientes del sexismo.

## Obra

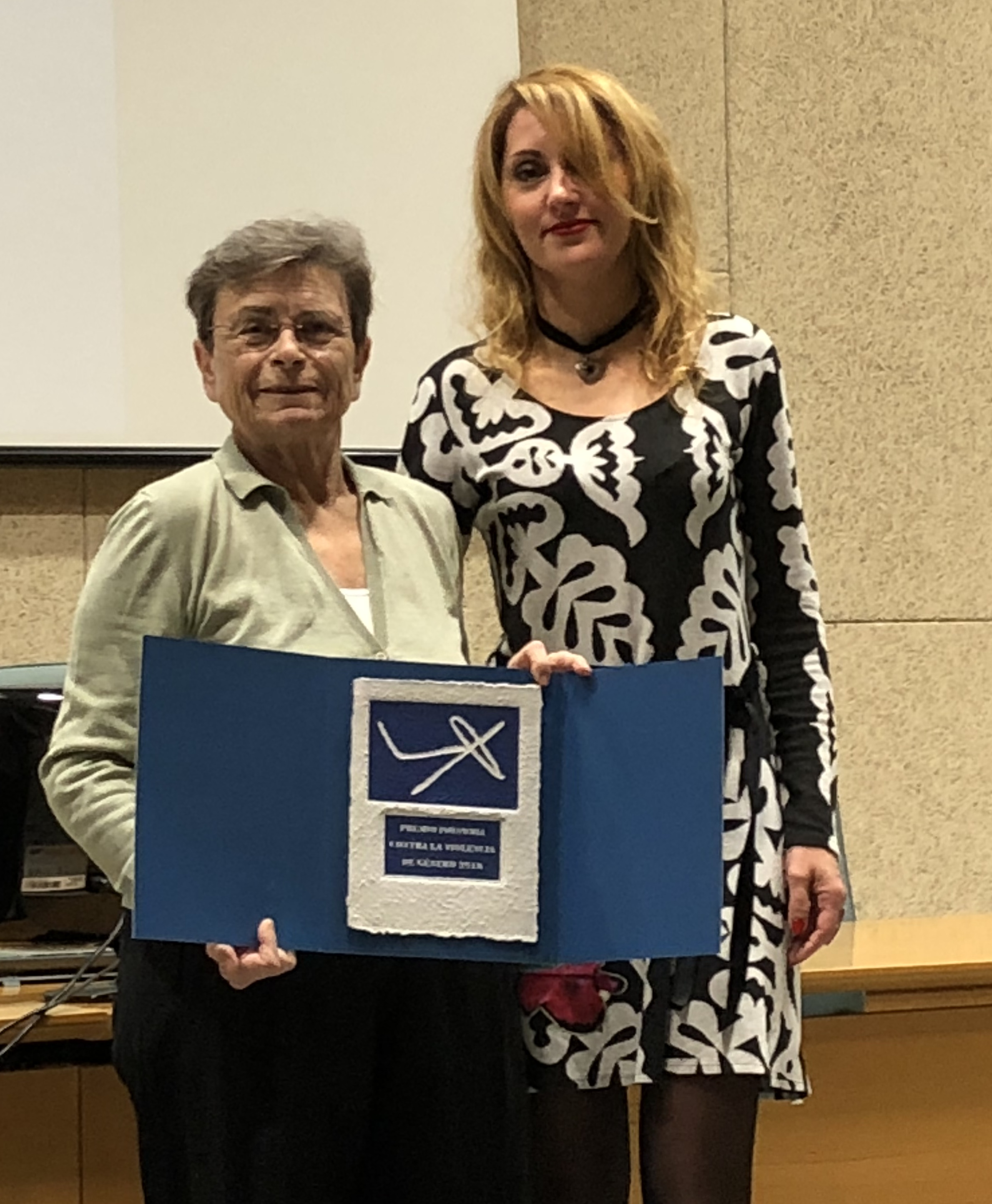
Eulalia Lledó recibe el Premio Isonomía 2018 con Pilar Senent Vicerrectora de la Universidad Jaume I.

### Libros sobre lengua
- Cambio lingüístico y prensa. Problemas, recursos y perspectivas (2013)
- Manual de llengua per visibilitzar la presència femenina (2011)
- De lengua, diferencia y contexto (2010)
- De llengua, diferència i context (2007)
- Las profesiones de la A a la Z (2006)
- L'espai per a les dones als diccionaris (2005)
- De mujeres y diccionarios. Evolución de lo femenino en la 22.ª edición del DRAE (conjuntament amb M.ª Ángeles Calero i Esther Forgas) (2004)
- Cómo tratar bien a los malos tratos. Manual de Estilo para los Medios de Comunicación (1999)
- El sexisme i l’androcentrisme en la llengua: anàlisi i propostes de canvi (1992)

### Libros sobre literatura
- Sor Juana Inés de la Cruz. La hiperbólica fineza (2008)
- Dona balconera. A les penes, llibreries (2007)
- Dona finestrera (1997)
- Dotze escriptores i una guia bibliogràfica (conjuntament amb Mercè Otero) (1994)
- Doce escritoras y una guía bibliográfica (conjuntament amb Mercè Otero) (1994)

### Guías de lenguaje
- Esports, dones i llengua. 1. Estatuts: un model (2007)
- Esports, dones i llengua. 2. Normatives de competicion, reglamentacions i documents administratius (2007)
- Esports, dones i llengua. 3. Manuals d’aprenentatge (2007)
- Esports, dones i llengua. 4. Reglament General de Règim Interior (2007)
- Esports, dones i llengua. 5. Reglament d’ús d’una instal·lació esportiva (2008)
- Breus receptes per visibilitzar les dones en l’esport (2008)
- Breus receptes per visibilitzar les dones en l’educació (2008)
- Hablamos de leyes (conjuntament amb Charo Guerrero) (2008)

- Guía de lenguaje para el ámbito educativo (2008)
- Guía de lenguaje para el ámbito de la salud (2009)
- Guía de lenguaje para el ámbito del deporte (2009)
- Guía de lenguaje para el ámbito de la cultura (2010)
- Guía de lenguaje para el ámbito de la empresa y el empleo (2011)

### Libros sobre coeducación
- Escritoras del mundo. Unidades didácticas (2010)
- Coeducación. Día Internacional para la eliminación de la violencia contra las mujeres (conjuntament amb Begoña González) (2004)
- Escriptores del món. Guia de recursos i orientacions didàctiques per a la literatura.  Cassandra (2001)
- Escriure com elles (conjuntament amb Mercè Miralles, Mercè Otero i Lola Ribelles) (1996)
- Parlar com elles (conjuntament amb Mercè Miralles, Mercè Otero i Lola Ribelles) (1996)
- Elles i la seva obra (conjuntament amb Mercè Miralles, Mercè Otero i Lola Ribelles) (1996)
- Com elles (conjuntament amb Mercè Miralles, Mercè Otero i Lola Ribelles) (1996)

### Otros escritos
- El fil dels dies (2009-2013) (2013)
- La línia de flotació. Dietari intermitent (2009)